# Michael Freiberg
Pour les articles homonymes, voir Freiberg.
Michael Freiberg (né le 10 octobre 1990 à Hong Kong) est un coureur cycliste australien, spécialiste de la piste. 

## Biographie
En 2011, il devient champion du monde l'omnium lors de sa première participation aux championnats du monde de cyclisme sur piste.

## Palmarès sur route

### Par année
- 2006
  - 3e du championnat d'Australie du contre-la-montre cadets
- 2007
  - 3e du championnat d'Australie du contre-la-montre juniors
- 2008
  -  Champion d'Australie du contre-la-montre juniors
- 2009
  - 1re étape de la Goldfields Cyclassic
- 2011
  - 6e étape du Tour of the Murray River
- 2012
  - 2e de l'Olympia's Tour
  -  Médaillé de bronze du championnat d'Océanie du contre-la-montre espoirs
  - 3e du Trophée international Bastianelli
- 2016
  - 2e étape de la Pemberton Classic
- 2017
  - National Road Series
  - Goldfields Cyclassic :
    - Classement général
    - 1re étape

  - Mosselkoers
  - 2e et 4e étapes du Tour of the King Valley
  - 2e étape de l'Amy's Otway Tour
  - 2e de l'Amy's Otway Tour
  - 2e du Tour of Gippsland
- 2018
  - 1re étape de la Pemberton Classic
  - 1re étape du Tour of the Great South Coast
- 2019
  -  Champion d'Australie sur route
  -  Médaillé de bronze du championnat d'Océanie du contre-la-montre
  - 3e du Grand Prix Briek Schotte
- 2020
  - 2e de la Melbourne to Warrnambool Classic
- 2021
  - Collie-Donnybrook
- 2022
  -  Médaillé de bronze du championnat d'Océanie du contre-la-montre

### Classements mondiaux
| Année                                 | 2011 | 2012 | 2013 | 2014 | 2015 | 2016 | 2017  | 2018  | 2019 | 2020  | 2021 | 2022  |
| ------------------------------------- | ---- | ---- | ---- | ---- | ---- | ---- | ----- | ----- | ---- | ----- | ---- | ----- |
| Classement mondial                    |      |      |      |      |      | nc   | 2083e | 952e  | 495e | 2064e | nc   | 1139e |
| UCI Europe Tour                       | nc   | 257e | nc   | nc   | nc   | nc   | 1338e | 1193e |      |       |      |       |
| UCI Asia Tour                         | nc   | nc   | nc   | nc   | nc   | nc   | nc    | 174e  |      |       |      |       |
| UCI America Tour                      | 326e | nc   | nc   | nc   | nc   | nc   | nc    | nc    |      |       |      |       |
| UCI Oceania Tour                      | nc   | 14e  | nc   | nc   | nc   | nc   | nc    | 103e  | 28e  | 102e  | nc   | 61e   |
|                                       |      |      |      |      |      |      |       |       |      |       |      |       |
| Légende : nc = non classéSource : UCI |      |      |      |      |      |      |       |       |      |       |      |       |

## Palmarès sur piste

### Championnats du monde
- Apeldoorn 2011
  -  Champion du monde d'omnium

### Coupe du monde
- 2011-2012
  - 2e de la poursuite par équipes à Pékin

### Jeux du Commonwealth
- Dehli 2010
  -  Médaillé d'or de la poursuite par équipes (avec Jack Bobridge, Michael Hepburn et Dale Parker)
  -  Médaillé d'argent du scratch

### Championnats nationaux
- 2007
  - 2e du championnat d'Australie de poursuite par équipes juniors
- 2008
  -  Champion d'Australie de poursuite par équipes juniors (avec Luke Durbridge, Jonathan Dunlop et Jordan Van der Togt)
- 2009
  -  Champion d'Australie de poursuite par équipes (avec Luke Durbridge, Cameron Meyer et Travis Meyer)
  - 3e du championnat d'Australie de course aux points
- 2010
  - 2e du championnat d'Australie de poursuite par équipes
  - 2e du championnat d'Australie du scratch
- 2011
  - 3e du championnat d'Australie de poursuite par équipes
- 2012
  - 3e du championnat d'Australie de poursuite par équipes
- 2017
  -  Champion d'Australie de poursuite par équipes (avec Stephen Hall, Sam Welsford et Cameron Meyer)